# Tropidurus bogerti
Tropidurus bogerti là một loài thằn lằn trong họ Tropiduridae. Loài này được Roze mô tả khoa học đầu tiên năm 1958.